# Téléphérique forestier Paul-Charly
Le téléphérique forestier Paul-Charly est un ancien téléphérique français autrefois opéré par  l'Office national des forêts à Salazie, dans les Hauts de l'île de La Réunion. Mis en service en 1953 et arrêté en 1982, il permet alors le transport par câble de forestiers et de grumes de tamarins des Hauts entre le plateau où se trouve la forêt de Bélouve et le fond du cirque naturel qu'il surplombe. La station haute est située à 1 513 mètres d'altitude à proximité immédiate de ce qui est aujourd'hui le musée du Tamarin, sur le bord du rempart du massif du Piton des Neiges que la ligne franchit.